# Bayraktar Mini
Bayraktar Mini – turecki, bezzałogowy aparat latający (ang. unmanned aerial vehicle – UAV) produkcji firmy Baykar Makina.

## Historia
27 lipca 2005 roku, tureckie Dowództwo Wojsk Lądowych rozpoczęło formalnie projekt pod nazwą Rozwój Narodowych Zdolności w Celu Realizacji Zadań C4ISR (C4ISR – Rozpoznanie, Nadzór, Wykrywanie Celów, Identyfikacja i Rozpoznanie). W ramach projektu rozpoczęto poszukiwania bezzałogowego aparatu rodzimej konstrukcji i produkcji, mogących realizować zdefiniowane w ramach programu zadania. Selçuk Bayraktar, założyciel firmy Baykar Defense, zaprojektował miniaturowy, taktyczny aparat bezzałogowy, służący do bliskiego rozpoznania. Konstrukcja jest na tyle niewielka i lekka, że może być transportowana i kontrolowana przez pojedynczego żołnierza. Pomiędzy 24 października 2005 roku a końcem listopada tego samego roku, gotowy prototyp został poddany próbom w powietrzu. Zakończyły się one sukcesem, który zaowocował podpisaniem 4 października 2006 roku umowy na dostawy 19 zestawów Bayraktar Mini dla tureckiego wojska. Pojedynczy zestaw składa się z 4 aparatów latających, dwóch przenośnych stacji kontroli lotu, dwóch naziemnych terminali transmisji danych, czterech wymiennych głowic z kamerami światła dziennego i dwóch głowic z kamerami termowizyjnymi. W grudniu 2007 roku aparat został przyjęty do służby operacyjnej a rok później, w sierpniu 2008 roku, zakończono jego dostawy. Bayraktar Mini startuje z ręki, napędzany jest bezszczotkowym silnikiem elektrycznym z dwułopatowym śmigłem pchającym. Aparat zbudowany został w układzie górnopłata z usterzeniem motylkowym. Wyposażenie rozpoznawcze obejmuje wymienną głowicę z kamerą światła dziennego lub termowizyjną.